# Anolis longitibialis
Espèce
Synonymes
- Audantia longitibialis (Noble, 1923)
- Audantia longitibialis longitibialis (Noble, 1923)
- Audantia longitibialis specuum (Schwartz, 1979)

Audantia longitibialis est une espèce de sauriens de la famille des Dactyloidae.

## Répartition
Cette espèce est endémique d'Hispaniola. Elle se rencontre à Haïti et en République dominicaine dans la péninsule de Barahona ainsi que sur l'île Beata.

## Liste des sous-espèces
Selon The Reptile Database (20 août 2012) :
- Anolis longitibialis longitibialis Noble, 1923
- Anolis longitibialis specuum Schwartz, 1979

## Publications originales
- Noble, 1923 : Four new lizards from Beata Island, Dominican Republic. American Museum Novitates, no 64, p. 1-5 (texte intégral).
- Schwartz, 1979 : A new species of cybotoid anole (Sauria, Iguanidae) from Hispaniola. Breviora, no 451, p. 1-27 (texte intégral).